# Оронг-Телу
Оро́нг-Телу́ (індонез. Orong Telu) — один з 24 районів округу Сумбава провінції Західна Південно-Східна Нуса у складі Індонезії. Розташований у центрально-західній частині. Адміністративний центр — село Себеок.
Населення — 4664 особи (2012; 4584 в 2010).

## Адміністративний поділ
До складу району входять 4 села:
| Населений пункт | Населення, осіб (2010) |
| --------------- | ---------------------- |
| Келавіс, село   | 660                    |
| Мунгкін, село   | 1107                   |
| Себеок, село    | 1671                   |
| Сенаванг, село  | 1146                   |